# Bảo Đại
Bảo Đại (Hán tự: 保大, født 22. oktober 1913, død 30. juli 1997) var den trettende og sidste hersker af Nguyen-dynastiet. Han var konge af Annam fra 1926 til 1945 og kejser af Vietnam fra 1945 til 1949.
Da Japan fjernede den franske administration i marts 1945, blev landet derefter styret gennem Bảo Đại. På dette tidspunkt omdøbte han sit land til "Vietnam". Han abdicerede i august 1945, da Japan overgav sig. Fra 1949 til 1955 var Bảo Đại statschef for staten Vietnam (Sydvietnam). Bảo Đại blev kritiseret for at være for tæt forbundet med Frankrig og tilbringe meget af sin tid udenfor Vietnam. Statsminister Ngô Đình Diệm slog ham til sidst i en bedragerisk folkeafstemning i 1955.
Da Japan overgav sig til de allierede i august 1945, forsøgte Viet Minh under Hồ Chí Minh at overtage magten. Hồ Chí Minh overtalte Bảo Đại til at abdicere den 25. august 1945 og overdrage sin myndighed til Viet Minh, hvilket tjente til at styrke deres legitimitet i det vietnamesiske folks øjne. Bảo Đại blev udnævnt til "højeste rådgiver" for den nye regering i Hanoi, der erklærede sin uafhængighed den 2. september.